# Macroderma gigas
El murciélago fantasma (Macroderma gigas) es una especie de murciélago que se encuentra en el norte de Australia. La especie es el único murciélago australiano que se alimenta de grandes vertebrados (aves, reptiles y otros mamíferos) que detecta mediante una vista y un oído agudos, combinados con la ecolocalización, mientras espera en una emboscada en una percha. La membrana del ala y la piel desnuda son de color pálido, su pelaje es de color gris claro u oscuro en la espalda y más pálido en la parte delantera. La especie tiene una hoja nasal prominente y simple, sus grandes orejas son alargadas y unidas en la mitad inferior, y los ojos también son grandes y de color oscuro. La primera descripción de la especie se publicó en 1880; su área de distribución registrada se ha reducido significativamente desde entonces.

## Taxonomía
Una especie de Macroderma, uno de varios géneros de la familia Megadermatidae (falsos vampiros). Toda la familia tiene ojos grandes, una hoja nasal y un trago, orejas largas unidas en la base, y también se encuentran en el sur de Asia y África central. La descripción fue publicada en 1880 por George Edward Dobson, a partir de un examen de especímenes conservados en el Museo de Gotinga. El autor comparó su espécimen con taxones nombrados como especies de Megaderma, identificando la especie Megaderma spasma (falso murciélago vampiro menor) como la más cercana en parecido. Una revisión de los géneros de murciélagos realizada por Gerrit Smith Miller reasignó la especie a un nuevo género Macroderma, creando la combinación genérica actual. El nombre Macroderma gigas combina las palabras griegas macros (grande) y derma (piel), debido al gran tamaño de sus orejas parcialmente unidas (Richards, 2012). El epíteto gigas (gigante) la denota como la especie más grande de la familia (Hudson, 1986).  La especie M. gigas se coloca con Megadermatidae. Una disposición que separa una población del "distrito de Pilbara" como subespecie Macroderma gigas saturata se considera sinónimo de este concepto de especie (MSW 3ª ed., 2005).  
El espécimen había sido descrito previamente por Gerard Krefft en una comunicación a la Sociedad Zoológica de Londres y el Dr. Schuette lo había enviado al museo de Gotinga. La descripción y la ilustración se presentaron a la sociedad en 1879, acompañadas de la sugerencia de que se trataba de un género sin nombre de Phyllostomatidae (murciélagos de nariz de hoja del Nuevo Mundo); un miembro de la sociedad, Edward Richard Alston, propuso en cambio que se tratara de una especie de Megaderma desconocida en Australia. La localidad tipo está en el río Wilson cerca de Mt Margaret en Queensland, donde el coleccionista, también llamado Wilson, obtuvo el murciélago. Robert Austin había observado una observación anterior en 1854 en Mount Kenneth mientras inspeccionaba las regiones del interior de Australia Occidental. 
Los estudios de estructuras cerebrales indican que Macroderma gigas es una especie intermedia y divergente de los microquirópteros insectívoros y las especies carnívoras de América del Sur. 
Los nombres comunes que se refieren a Macroderma gigas incluyen murciélago fantasma, vampiro falso, murciélago vampiro falso y murciélago vampiro falso australiano.El nombre de murciélago fantasma deriva de su color distintivo; el color predominante de su pelaje puede ser casi blanco o gris pálido. 

## Descripción
Una especie más grande de microquirópteros (micromurciélagos) y la más grande de Australia, el tamaño es comparable a la especie de megamurciélago (zorro volador, murciélago frugívoro). El color del pelaje es gris, con un tono que va desde gris medio, a veces oscuro, hasta gris muy pálido en la espalda y blanquecino en el lado ventral y la cabeza,el color de las poblaciones es una clina geográfica, volviéndose más oscuro hacia el regiones costeras. Un anillo en el ojo es oscuro y el color de las membranas de las alas y del resto de la piel desnuda es pálido y parduzco. La membrana interfemoral extiende la superficie del ala entre la longitud de las piernas.La gran longitud de las orejas, desde la muesca de la cabeza hasta la punta, es de 44 a 56 milímetros y tienen forma acanalada; los márgenes internos de las orejas están fusionados en la mitad de su longitud. La longitud de las orejas prominentes es el doble que la de la cabeza; una costura en los márgenes internos las endurece para mantenerlas erguidas durante el vuelo.
Otras medidas de la especie son de 96 a 112 mm rango para la longitud del antebrazo, 98 a 120 mm para la longitud combinada de la cabeza y el cuerpo, y un rango de peso de 75 a 145 g. 

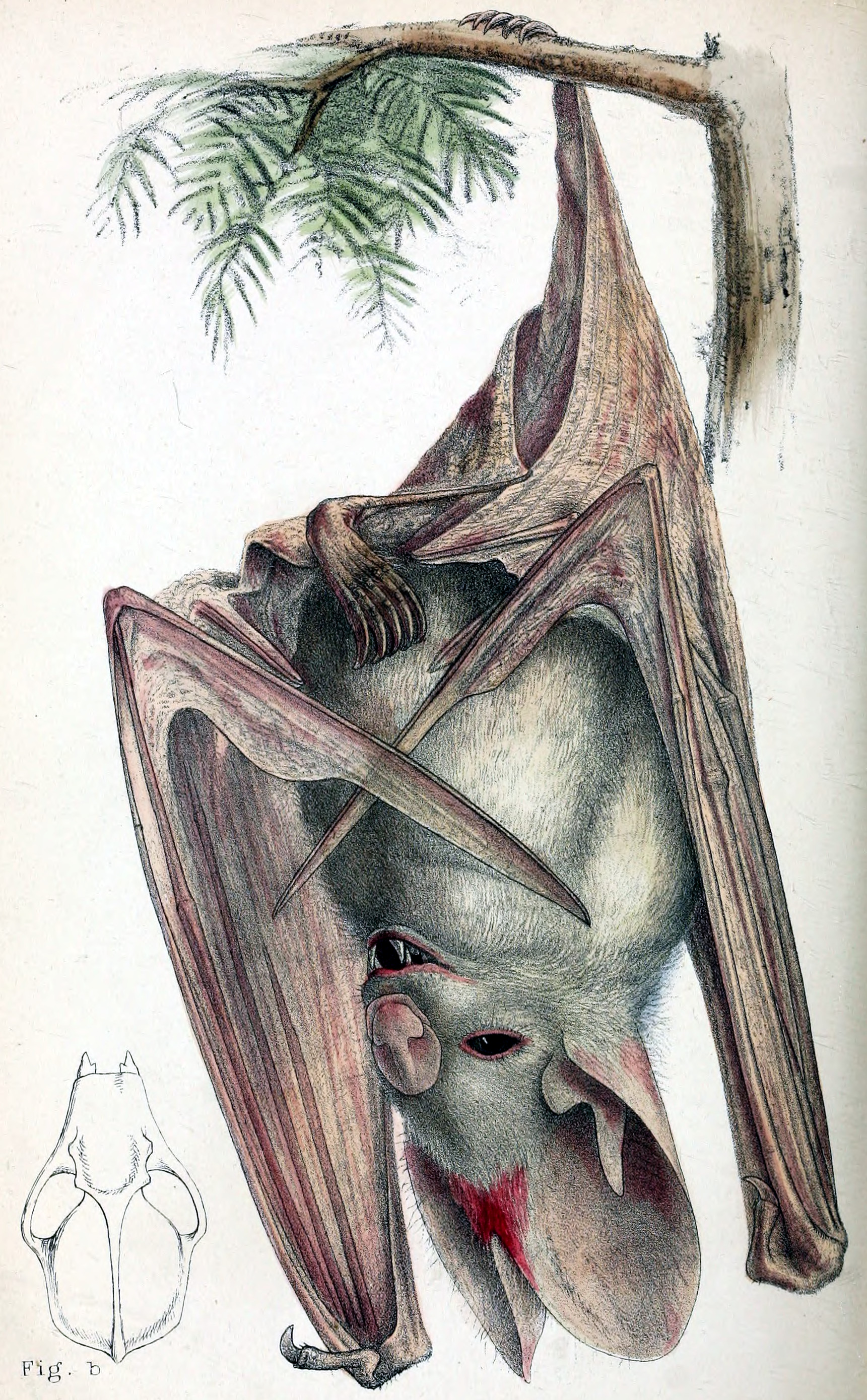
Ilustración que acompaña a la primera descripción, R. Mintern 1880

Los ojos son comparativamente grandes y están bien desarrollados para la visión nocturna, una característica compartida con los géneros Nyctophilus de orejas largas. La hoja nasal también es grande, prominente y de forma simple. El apéndice nasal es presumiblemente similar en uso a las formas elaboradas de los géneros de murciélagos de herradura y nariz de hoja, manipulando, dirigiendo y recibiendo señales de ecolocalización para detectar presas. La falta de cola, efectivamente ausente, es una característica de la especie. La membrana de la parte trasera, sin embargo, está sostenida por un calcar en el tobillo. Los dientes y la mandíbula corta y robusta permiten el consumo de una amplia variedad de animales, ya sea carne y huesos de otras especies de vertebrados o caparazones duros de invertebrados más grandes. Una murciélago preñada posee dos juegos de tetinas, un par debajo de las axilas proporciona leche de las glándulas mamarias y otro par en el área púbica. Las tetinas púbicas no tienen función de lactancia, sino que actúan como puntos de compra para que el recién nacido sea transportado en vuelo por la madre.
La voz es audible para los humanos, un sonido se asemeja a la especie de ave Petrochelidon ariel (martín hada) y se transcribe como "dirrup dirrup". Este gorjeo se emite cuando el murciélago está excitado o antes de abandonar el gallinero para alimentarse. Un chirrido emitido por la especie se asemeja al de los grillos. La especie es generalmente tranquila, pero se conocen algunas vocalizaciones en cautiverio cuando un chillido acompaña a una pelea por la comida. El gorjeo se informó en cautiverio como hambre, y las crías emiten continuamente un chirrido cuando la madre está ausente. 

## Comportamiento y dieta
Aunque Macroderma gigas está inactivo durante las horas del día, no hiberna. El tamaño de la colonia se reduce en el invierno austral, aumentando cuando se reúnen para reproducirse o las hembras forman grupos de maternidad.
Abandonan el refugio varias horas después del atardecer, solos, en parejas o en pequeños grupos. La caza se produce mediante la técnica de "sentarse y esperar" mientras está suspendido de un árbol o observando la vegetación a baja altura. Las orejas grandes le permiten al murciélago escuchar a sus presas moviéndose en el suelo. Las observaciones de campo en Pine Creek utilizando equipos de visión nocturna informaron haber visto M. gigas suspendida de un árbol y cayendo para atrapar langostas grandes detectadas moviéndose a través de la hierba a una distancia de diez a veinte metros. También son capaces de detectar las señales de ecolocalización de los micromurciélagos de los que se alimentan. El murciélago tiene buena visión para ser un microquiróptero y la ecolocalización también se utiliza para localizar directamente a las presas que se acercan. Son capaces de localizar visualmente a los pájaros que se posan en los árboles, y los periquitos (Melopsittacus undulatus) son detectados por sus siluetas contra la luz del atardecer. El periquito es el alimento favorito de los murciélagos, que detectan por el parloteo de la bandada mientras se retiran a pasar la noche, y los llevan a una percha para consumirlos de cabeza; las patas y las partes de las alas se desechan mientras se sacrifica el ave.
La presa puede capturarse en el suelo o en el suelo, donde se la envuelve con las alas y se la mata con mordiscos en el cuello. Los dientes afilados y las fuertes mandíbulas son capaces de someter a animales tan grandes como la paloma de hombros en barra, especie Geopelia humeralis, que puede pesar hasta 150 gramos, aunque la mayoría de las presas son más pequeñas. Los restos de aves y mamíferos se registran con mayor frecuencia en sus excrementos. Una vez localizado, el animal se sujeta con las garras del pulgar y se mata con un solo mordisco en el cuello. La presa se mata en el suelo o en vuelo y se lleva a una percha para ser consumida; la alimentación puede realizarse en una roca colgante o en una cueva más pequeña para este propósito. 
La familia Megadermatidae es carnívora y se alimenta de animales que incluyen especies de vertebrados, y esta especie comúnmente se alimenta de presas de artrópodos, mamíferos, anfibios y reptiles. Estos incluyen insectos grandes y ratones pequeños, otros murciélagos, pájaros pequeños, ranas, Pygopodidae (lagartos sin patas), geckos y serpientes. Macroderma gigas se conoce formalmente como un carnívoro especializado, pero se sabe que se alimenta de insectos si las presas son escasas. Las presas de vertebrados se comen con mucha más frecuencia y normalmente se consumen en el lugar de captura.  Otras especies de micromurciélagos se capturan en vuelo, entre ellas especies de Taphozous (colas de vaina), Saccolaimus (alas dobladas), murciélagos de herradura y el pequeño eptesicus de las cavernas. Las especies de micromurciélagos consumidas por M. gigas se alimentan en una variedad de hábitats y altitudes, e incluyen aquellos que se sabe que cohabitan con esta especie en los refugios de las cuevas.
Un estudio de las aves presa del murciélago reveló que se buscan más de cincuenta especies de aves, en una variedad de tamaños, pero con preferencia por las que pesan menos de 35 gramos. Las aves que descansan en bandadas constituyen una gran parte de su dieta y una cuarta parte de las especies no son paseriformes. En sus basureros se registra una especie de ave nocturna, el chotacabras australiano Aegotheles cristatus . El examen de los restos masacrados de sus basureros ha respaldado la interpretación de las deposiciones fósiles, que tienen conjuntos similares de restos descartados, en las formaciones de Riversleigh, donde esta y otras especies de Macroderma están excepcionalmente bien representadas.
Los trabajadores de campo informan que la especie es notablemente pasiva cuando se la manipula. Otros investigadores han registrado y confirmado informes de que Macroderma gigas se alimenta de roedores atrapados en sus trampas. 

## Distribución y hábitat

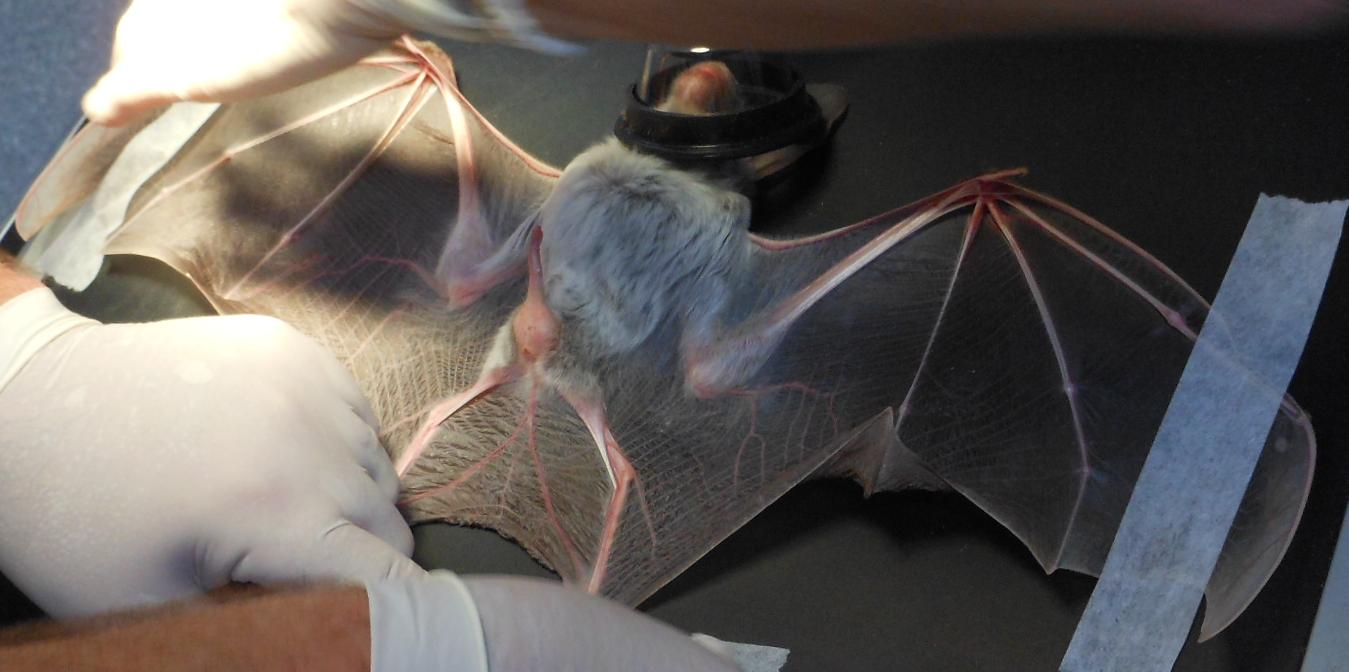
Vista anterior del murciélago fantasma bajo sedación.

El murciélago fantasma es endémico de Australia. Se identifican tres núcleos de población, el norte de Pilbara y Kimberley en Australia Occidental, el extremo superior del continente y en Queensland. La distribución de las colonias no es contigua y generalmente se encuentran en pequeños focos aislados dentro de cada región. El análisis de restos fósiles muestra que los patrones de distribución dentro de Australia cambiaron, en oleadas de expansión y contracción, y la causa probable fueron cambios ecológicos resultantes de la creciente aridez del clima del continente.  Se han encontrado restos de la especie junto con otros mamíferos en el sitio arqueológico Devils Lair en el suroeste de Australia, incluidos otros depredadores como Thylacinus cynocephalus y Sarcophilus harrisii que habitaron la región después de la llegada de los primeros pueblos. Se sabe poco sobre la genética del murciélago fantasma, aunque las investigaciones sobre su población indican que está muy estructurada. Las colonias muestran un alto grado de distinción genética a nivel local y regional.
El registro más al sur es la nota de Austin de 1854 en Mt Kenneth. Un sitio de cueva de piedra caliza favorecido por M. gigas se encuentra en la región de los ríos Mitchell y Palmer en Cabo York. Se encuentran alrededor de Shoalwater Bay en la costa este. La especie está bien representada en el Parque Nacional Litchfield, que proporciona importantes cuevas y hábitat para varias especies de murciélagos en las regiones del norte cercanas a Darwin. La colonia reproductora más grande registrada de M. gigas se encuentra en una mina de oro llamada Kohinoor en el extremo superior. La mina fue excavada a finales del siglo XIX y luego ocupada como guardería cuando dejó de ser rentable; sin embargo, sigue en arrendamiento que puede ser rentable como operación a cielo abierto. Otro sitio de reproducción muy conocido se encuentra en Nourlangie Rock en el Parque Nacional Kakadu, una región protegida por la conservación. También se registra en parques nacionales en el Parque Nacional Mount Etna Caves y en Tunnel Creek, donde cohabitan con otras especies de murciélagos.Se han registrado pequeñas colonias a lo largo del río Victoria y en el Parque Nacional Camooweal Caves. La distribución se extiende en asociación con acantilados rocosos, gargantas o afloramientos a lo largo de cursos de agua en la región de Kimberley en el noroeste de Australia.
Los entornos construidos pueden usarse como zonas de alimentación,  pero el murciélago fantasma selecciona refugios diurnos en cuevas, grietas de rocas protegidas, montones de rocas o minas en desuso; La ocupación de edificios abandonados sólo se informa ocasionalmente.  Se dan preferencia a sitios con un complejo de pozos o cavidades y varias aberturas al exterior.  Macroderma gigas prefiere estas cuevas con múltiples entradas, ya que son lo suficientemente grandes como para acomodar la mayor envergadura de la especie y permitir una salida alternativa cuando detecta una amenaza. Requieren varios sitios adecuados para descanso, alimentación y reproducción, y cambian de ubicación estacionalmente. La especie es especialmente sensible a las perturbaciones humanas, lo que contribuye a la selección o abandono de un lugar de descanso. 
El murciélago y las cuevas que ocupaban eran bien conocidos por los pueblos de Australia, y a menudo informaban a los trabajadores de campo de su ubicación en el centro de Australia; algunos sitios formaban parte de "negocios de hombres" que impartían una historia del ser a los jóvenes iniciados. 
Macroderma gigas está presente en el registro fósil de Australia y se encuentra en el Área del Patrimonio Mundial de Riversleigh. La especie simpatría con otras del género en Riversleigh como Macroderma malugara, y es el representante moderno de un linaje que se extiende al menos hasta la época del Mioceno temprano.

## Disminución de su zona de distribuciuón

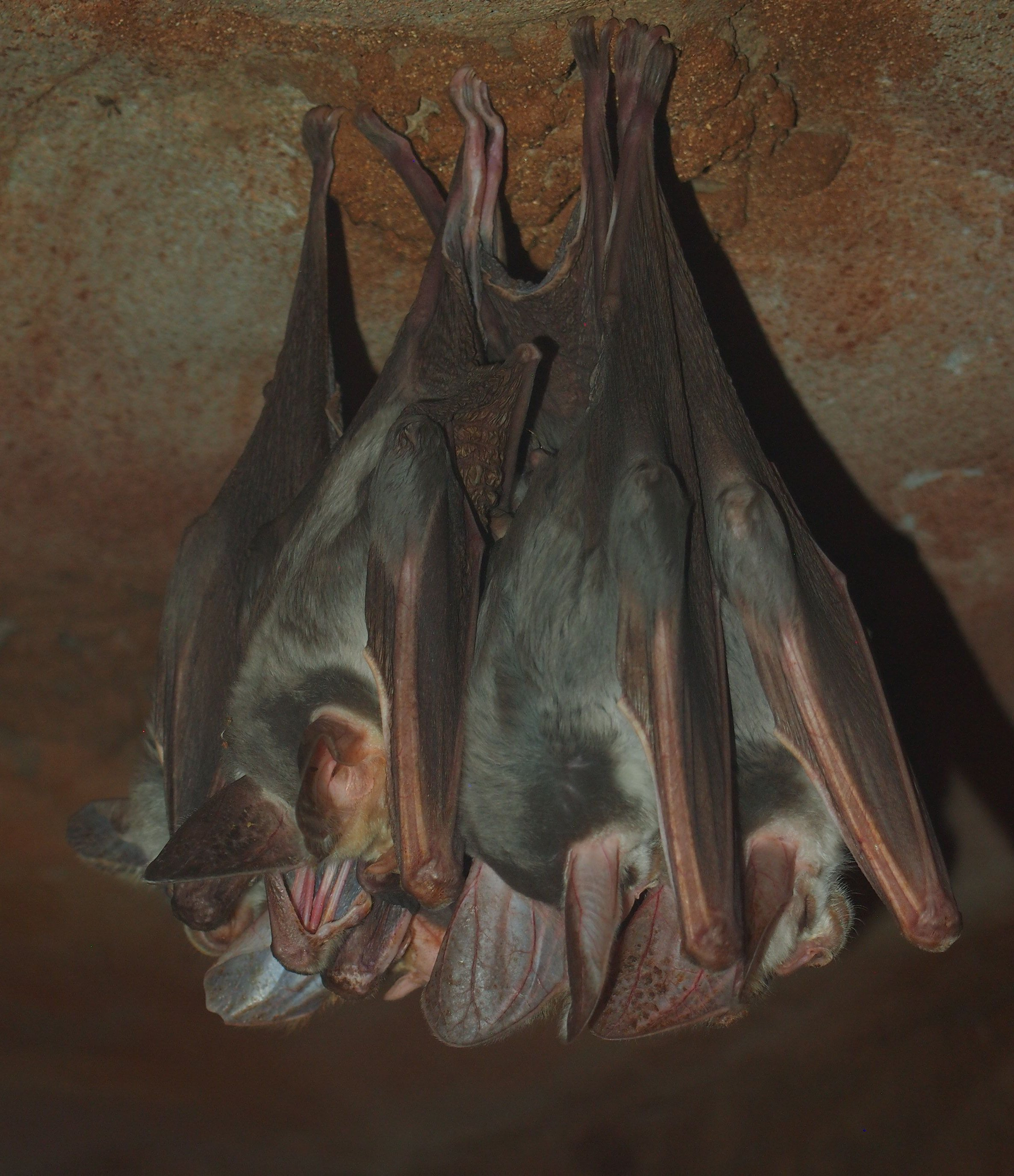
Cautivos en Alice Springs Desert Park, ubicado en el rango anterior de murciélagos

El murciélago fantasma alguna vez estuvo ampliamente distribuido por toda Australia y quedó restringido a una población más escasa en las regiones del norte. La especie fue registrada tres veces más en los veinte años que siguieron a su descubrimiento, dos en Alice Springs y una en Pilbrara. Los intentos de estudiar el rango de distribución comenzaron en 1961, cuando se revisó su estatus anterior como especie relicta y rara para indicar que estaba más extendida y desapareciendo en regiones donde se la conocía hasta la fecha; Hedley Finlayson entrevistó a ancianos de Pitjanjarra (pueblo Anangu) que conocían la especie en las cordilleras Musgrave, Mann y Tomkinson y no habían sido vistos en cuarenta años. La especie se ha observado en las regiones centrales de Australia y los restos disecados se han encontrado en el suelo de cuevas en Flinders Ranges. Los esqueletos también han sido registrados en cuevas de la costa del suroeste de Australia. El área de distribución ahora se limita a regiones cercanas a la costa y al norte del Trópico de Capricornio.
Los investigadores han notado la falta de evidencia de la especie en su área de distribución anterior y la contracción hacia el norte tanto antes como después de que se haya investigado el asentamiento europeo. Hay congregaciones aisladas de murciélagos en sitios de maternidad específicos en los que se distinguen los alelos expresados por las hembras; esto implica que la separación de tales poblaciones se extiende a lo largo del tiempo evolutivo. Esta dispersión en pequeños conjuntos de poblaciones aumenta enormemente la amenaza de extinción de la especie. 
Se estima que en la actualidad siguen existiendo varios miles de murciélagos fantasma. Se espera que la disminución de la población se revierta en parte debido al aumento de las tasas de supervivencia, no a la inmigración de otras áreas aisladas. Hay muy pocos parques nacionales que se esfuercen por proteger la especie en este momento. La disminución se ha correlacionado con la creciente distribución de la especie de anfibio Rhinella marina (Bufo marinus), conocida localmente como sapo de caña. Las investigaciones de los sitios registrados encontraron que el murciélago estaba ausente cuando el sapo llegó a su hábitat local, combinado con la evidencia de consumo ocasional y, en un ejemplo, encontrado en la garganta de un murciélago fallecido, el avance del sapo de caña está fuertemente implicado como la causa. de su rápido declive.

## Reproducción
Durante la temporada de reproducción, desde finales de octubre hasta principios de noviembre, las hembras de murciélago se congregan en grupos y dan a luz a una sola cría. La duración de la generación se estima en cuatro años. Según un estudio realizado sobre una zona de distribución de murciélagos fantasma en Australia, “las hembras dieron a luz a una sola cría a finales de la primavera, pero sólo el 40% de las hembras se reprodujeron en su segundo año, aumentando al 93% para las hembras mayores de 2 años”.[cita requerida]
Las colonias de maternidad se fundan en cuevas grandes y abiertas y se ocupan hasta que se crían las crías.  Las tetinas son evidentes en las hembras durante la temporada de maternidad. La posesión de tetinas anteriores permite que el recién nacido se aferre a la madre hasta que se caigan los dientes de leche. Las crías nacen en la primavera austral, son capaces de volar después de siete semanas y quedan completamente destetadas a las dieciséis semanas. Como es habitual en los micromurciélagos, la madre sólo produce una cría. Los machos no participan en la crianza de las crías. El juvenil caza con la madre hasta alcanzar una etapa independiente de su madurez. 

## Ecología
Se han observado especies asociadas como el zorro volador negro Pteropus alecto en Tunnel Creek en Kimberley.Encontraron una especie de parásito recién descubierta, la garrapata Argas macrodermae, en ejemplares de M. gigas, pero como murciélago pequeño, está sorprendentemente libre de parásitos externos. El único registro de un endoparásito como huésped es la especie de nematodo filarial Josefilaria mackerrasae, que fue descrita a partir de ejemplares encontrados en M. gigas en 1979.
Macroderma gigas tiene pocos depredadores y la competencia principal en sus cacerías nocturnas proviene de los búhos de tamaño mediano (Strigidae). Se unen a otros depredadores en la boca de una cueva de la que salen otras especies de murciélagos; este ejemplo de múltiples especies alimentándose juntas con otros carnívoros se intensifica en la temporada en la que los murciélagos jóvenes emergen de su guardería. Estas congregaciones incluyen especies introducidas, como el sapo de caña Rhinella marina, gatos salvajes y zorros, así como especies nativas como pitones, aves rapaces, quolls y ranas grandes del género Litoria.
El murciélago suele llevar a sus presas a un gallinero para alimentarse, lo que da lugar a la formación de un conchero con los restos desechados. La distribución de una especie de eslizón, presente en el Territorio del Norte, se amplió hasta Queensland gracias a un avistamiento en un lugar de alimentación de M. gigas.

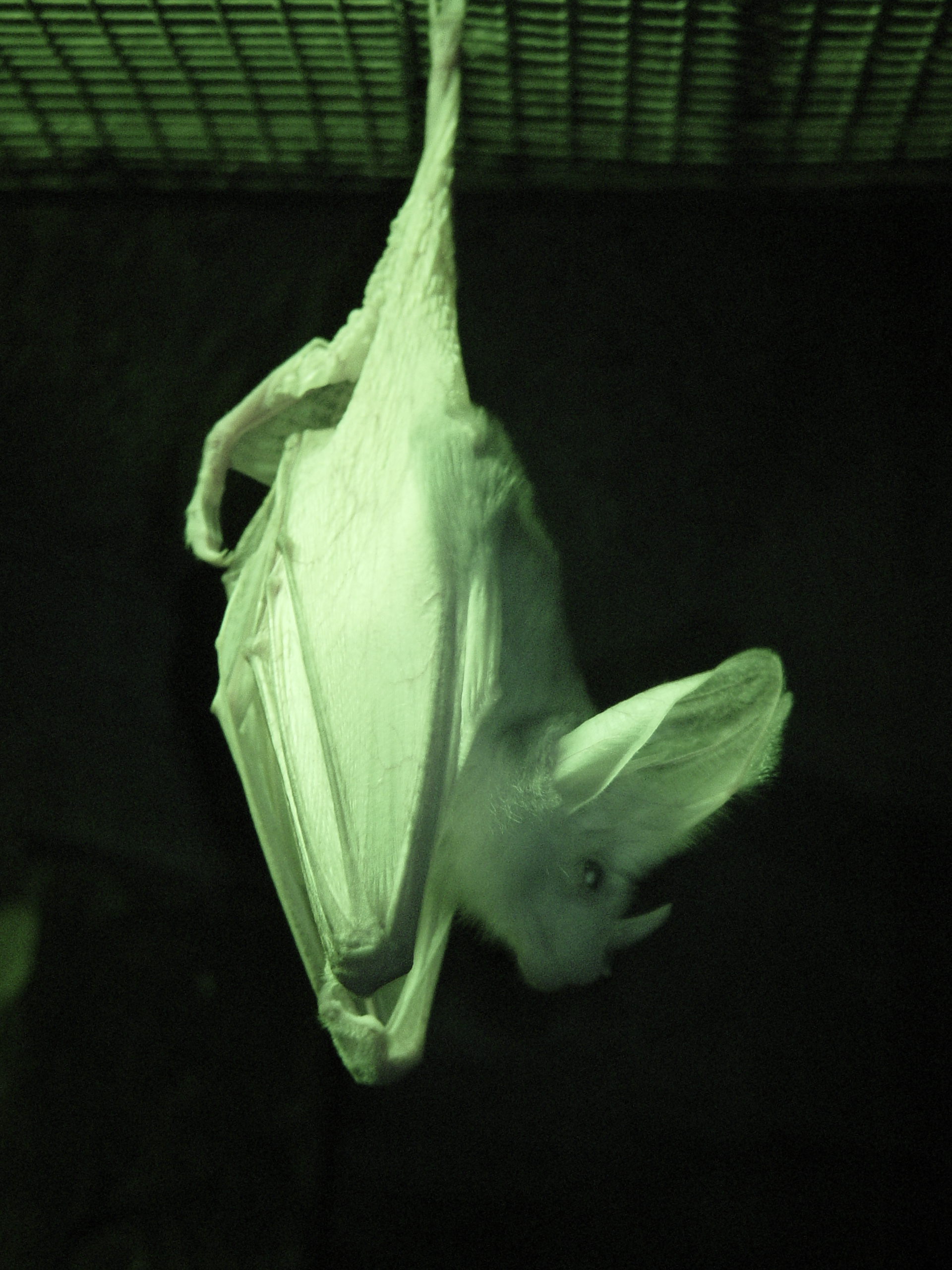
Cautivo bajo luz artificial Zoológico de Perth

La especie se encuentra en riesgo debido a diversos peligros causados por la actividad humana, entre ellos las cercas de alambre de púas que provocan numerosas muertes al quedar atrapados a través de la membrana alar, la cual se rompe con facilidad mientras vuelan. El impacto ocasionado por los alambres de púas, que suelen quedar contaminados en su entorno, se incrementa significativamente a medida que el individuo se enreda al intentar liberarse. Un estudio llevado a cabo en la región de Pilbara ha identificado esta situación como una preocupación especial, ya que se han encontrado indicios de que el alambre de púas está teniendo un impacto significativo en las poblaciones locales cuando se instala. La altura a la que se alimenta M. gigas es similar a la de la vegetación dominante Triodia (spinifex) y se cree que la especie no puede detectar visualmente el alambre de púas, ni utiliza la ecolocalización para alimentarse en vuelo. Además, la lantana, una planta introducida que es espinosa y enredada, también representa un peligro similar para los murciélagos. Son particularmente susceptibles a las interrupciones en sus áreas de hibernación, y la presencia de una sola visita breve puede hacer que abandonen el lugar por varias semanas o incluso de manera permanente si la actividad humana persiste. La mayoría de las especies de murciélagos son vulnerables a las perturbaciones humanas, pero se desaconsejan especialmente los intentos de ver M. gigas en sus refugios debido a la rápida disminución de su distribución y población. Las operaciones mineras nuevas o reabiertas pueden tener un impacto en las colonias locales, aunque pueden proporcionar refugios diurnos cuando estén completas; son vulnerables al deterioro en antiguas minas, como el colapso de los techos. 
El estado de conservación de Macroderma gigas está regulado por listados de autoridades estatales o federales y organizaciones no gubernamentales. Los registros estatales de Queensland y del sur de Australia indican que la especie se encuentra en peligro de extinción, mientras que en Australia Occidental se considera vulnerable a factores amenazantes. A nivel federal, está clasificada como vulnerable de acuerdo con la ley EPBC de 1999. A pesar de una disminución bien documentada, no se encontraron fundamentos suficientes en la legislación para justificar una nueva inclusión de su estatus como en peligro sin un análisis de la variación genética en la población. Organismos no estatutarios relevantes, como la UICN y el Plan de acción para los mamíferos australianos (2012), también catalogan a esta especie como vulnerable a la extinción. Según la Lista Roja de la UICN (2021), se estima que la población total de esta especie oscila entre cuatro y seis mil individuos maduros. En el estado de Queensland, la población es inferior a mil habitantes, mientras que la gran colonia del Monte Etna ha experimentado una disminución. Por otro lado, la colonia de maternidad Kohinoor en Top End se mantiene estable, aunque es vulnerable al colapso de la mina. En cuanto a las poblaciones occidentales, se estima que en Kimberley hay entre tres y cuatro mil individuos, mientras que el grupo de Pilbara cuenta con menos de seiscientos.

## Galería

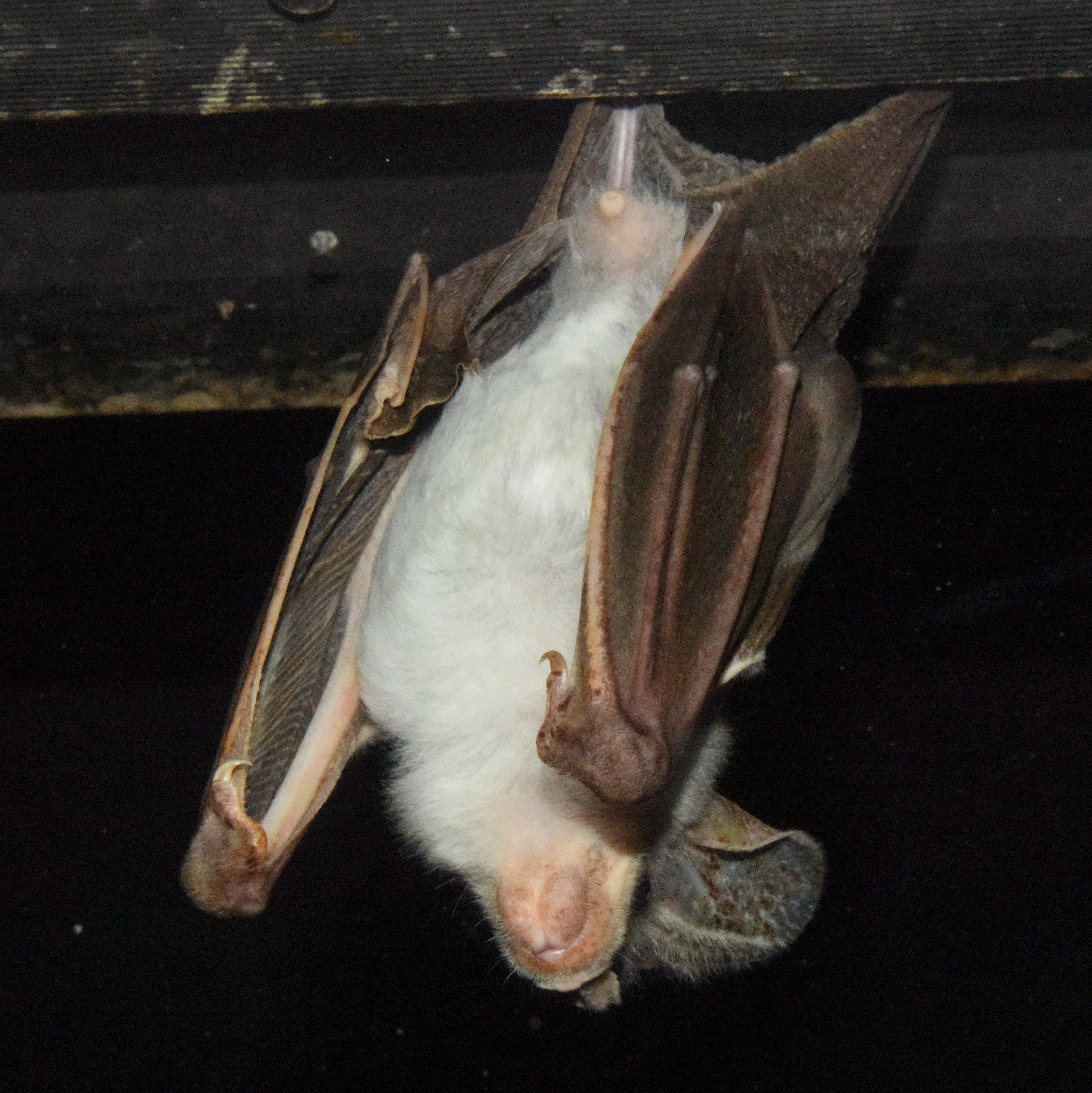
Esta imagen y la siguiente: Murciélagos fantasmas en Parque de vida silvestre Featherdale
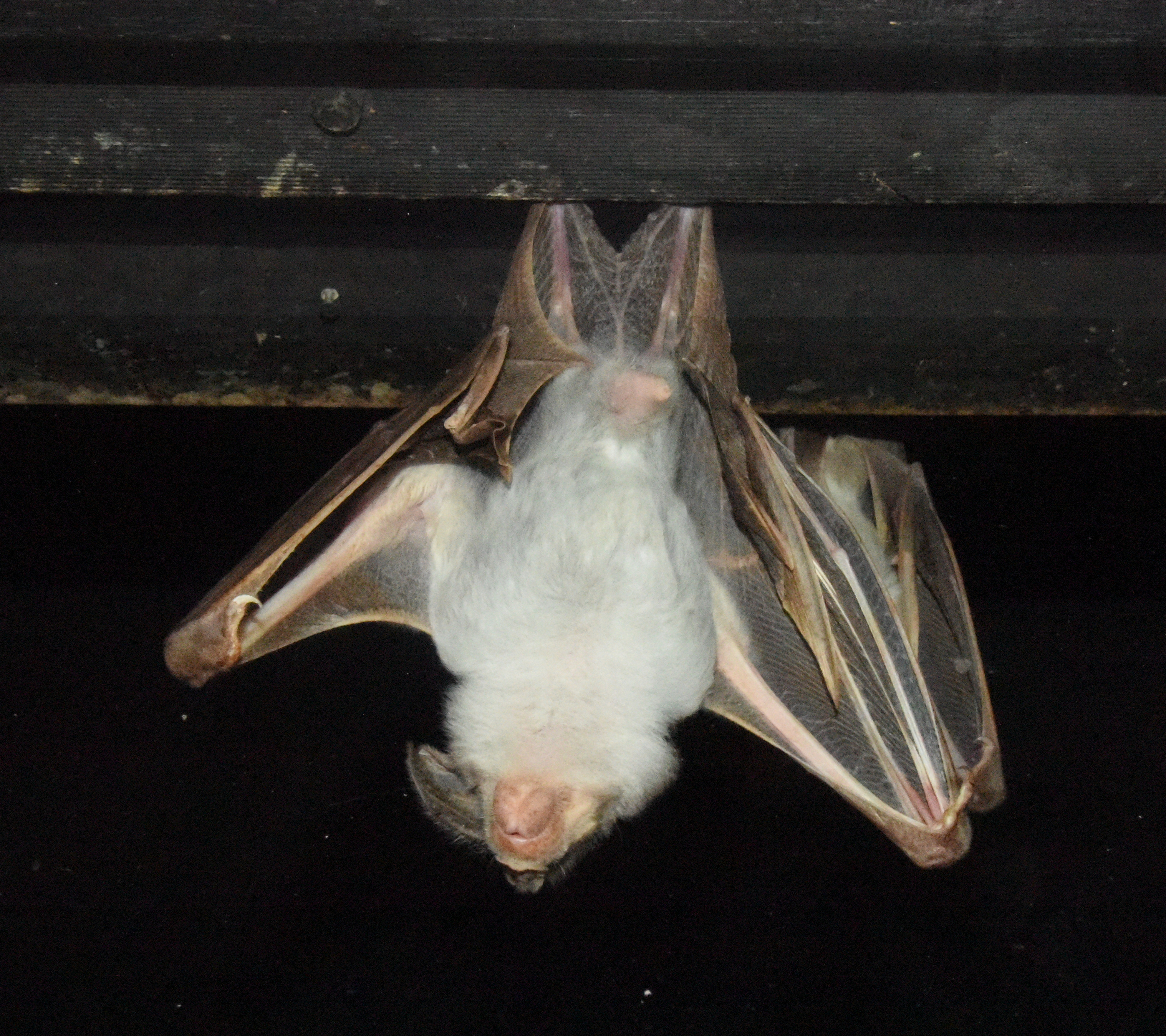